# Le Coup du Lapin
 (octobre 2024).
Pour plus de détails, voir Fiche technique et Distribution.
Le Coup du Lapin (Dr. Devil and Mr. Hare) est un court métrage d'animation de la série américaine Merrie Melodies, réalisé par Robert McKimson et sorti le 28 mars 1964, qui met en scène Bugs Bunny et Taz.